# 赫利博卡多利納 (丘胡伊夫區)
49°43′4″N 36°7′14″E / 49.71778°N 36.12056°E
赫利博卡多利納（烏克蘭語：Глибока Долина）是位於烏克蘭東部的村莊，由哈爾科夫州丘胡伊夫区的茲米伊夫市鎮負責管轄。該村始建於1680年，面積0.18平方公里，海拔高度143米，2001年人口46，人口密度每平方公里259.9人。